# Apogonia diversicollis
Apogonia diversicollis är en skalbaggsart som beskrevs av Moser 1914. Apogonia diversicollis ingår i släktet Apogonia och familjen Melolonthidae. Inga underarter finns listade i Catalogue of Life.